# کریستال مایع

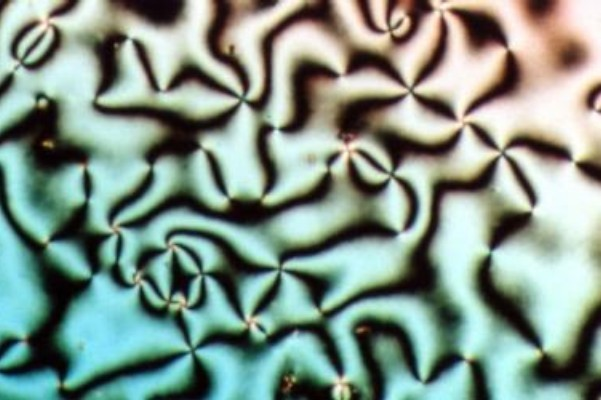
رگه نواری بافت فاز نماتیک کریستال مایع

کریستال‌های مایع یا بلورهای مایع یکی از فازهای ماده هستند که خواصی بین مایعات معمولی و کریستال‌های جامد دارند. به عنوان مثال، یک کریستال مایع ممکن است مانند یک مایع جریان داشته باشد، اما ممکن است مولکولهای آن به شکلی شبیه به کریستال جهت‌یابی شوند. با اینکه مایعات معمولاً همسان‌گرد (ایزوتروپ) هستند، حدود ۲۰۰ ماده شناخته شده‌اند که در حالت مایع و در دماهایی بالاتر از دمای ذوبشان خواص ناهمسان‌گرد دارند. به این مواد، کریستال (بلور) مایع گفته می‌شود.

## مایعات ناهمسانگرد
اصطلاح کریستال مایع یک پارادوکس است؛ زیرا واژهٔ کریستال به یک شبکهٔ فضایی خاص اشاره می‌کند اما تشکیل شبکه بلوری در مایعات ممکن نیست. در این مواد، جهت‌گیری مولکولی خاصی در شرایط مشخص اتفاق می‌افتد بنابراین بهتر است آن‌ها را مایعات ناهمسان‌گرد نامید.
ماده، چهار حالت دارد؛ جامد، مایع، گاز، و پلاسما.
در جامدات، مولکول‌ها راستایشان را ثابت نگاه می‌دارند و نسبت به مولکول‌های اطراف مکانشان را حفظ می‌کنند، رفتار مولکول‌ها در مایعات برخلاف این است؛ آن‌ها می‌توانند راستایشان را تغییر دهند و به هر مکانی حرکت کنند.
بعضی مواد در یک حالت میانه، بخشی شبیه مایع و بخشی شبیه جامد، هستند. مولکول‌هایشان تمایل دارند که راستایشان را ثابت نگه دارند (مانند جامدات) اما جابه‌جا نیز می‌شوند (مانند مایعات). بنابراین کریستال مایع نه جامد و نه مایع است، اما به مایع نزدیک‌تر است تا جامد.
در کریستال، مولکول‌ها در شبکه‌ای هندسی و دقیق جای گرفته‌اند و گرچه در جای خود مرتعش می‌شوند اما نیروهای الکتریکی مانع از به‌هم‌ریختن ساختار هندسی آن‌ها می‌شود، برخلاف مایعات. مولکول‌های مایع می‌توانند آزادانه به هر سو بروند و روی هم بلغزند، به همین دلیل شکل ظرف خود را اختیار می‌کنند. در کریستال مایع، مولکول‌ها، هر دو رفتار را نشان می‌دهند و به همین دلیل این مواد معمولاً دارای گران‌رَوی (ویسکوزیته) زیاد (مثل عسل) هستند. مولکول‌های این مواد را به دلیل قطبی‌بودن شدیدشان می‌توان میله‌ای در نظر گرفت. جاذبه الکتریکی در شرایط متعارف، تمایل دارد که مولکول‌ها را در الگوهای ویژه‌ای منظم سازد (کمی مانند پیوند هیدروژنی آب).
مقدار قابل توجهی گرما لازم است تا یک ماده مناسب از جامد به کریستال مایع تبدیل شود، و کمی بیشتر گرما لازم است تا همان کریستال مایع به مایع واقعی تبدیل شود. این امر دلیل اینکه چرا کریستال مایع به گرما بسیار حساس است و برای ساخت دماسنج‌ها استفاده می‌شوند را بیان می‌کند. همچنین این امر دلیل اینکه نمایشگرهای لپ تاپ در هوای سرد و روزهای بسیار گرم رفتار عجیبی از خود نشان می‌دهند را بیان می‌کند؛ بنابراین بهتر است آن‌ها را مایعات ناهمسان‌گرد بنامیم.

## تاریخچه
در سال ۱۸۸۸، یک گیاه‌شناس اتریشی به نام فردریش راینیتزر هنگام کار در دانشگاه آلمانی پراگ، کلسترول را از هویج استخراج می‌کرد تا فرمول شیمیایی آن را به‌دست‌آورد. راینیتزر خواص شیمی-فیزیکی مشتقات مختلف کلسترول را آزمایش کرد. چند تن از محققان و همکاران وی تا پیش از آن، اثرات رنگی متمایزی را هنگام سرد کردن مشتقات کلسترول، دقیقاً بالای نقطه انجماد مشاهده کرده بودند. راینیتزر خودش پدیده‌ای مشابه را در بنزوات کلسترول یافت؛ ولی رنگ‌ها در نزدیکی نقطه انجماد بنزوات کلسترول، در ویژه‌ترین شکلشان نبودند. راینیتزر دریافت که بنزوات کلسترول مانند سایر ترکیبات ذوب نمی‌شود، بلکه به‌طور واضح دو نقطه ذوب دارد. در ۱۴۵٫۵ درجه سانتیگراد ذوب شده و تبدیل به یک مایع کدر می‌شود، و در ۱۷۸٫۵ درجه سانتیگراد دوباره ذوب شده، و مایع کدر یک‌باره شفاف می‌شود. به‌علاوه، این پدیده برگشت‌پذیر بود. راینیتزر برای کمک گرفتن از یک فیزیکدان، در ۱۴ مارس ۱۸۸۸، نامه‌ای به اوتو لِمان نوشت. آن‌ها نامه‌هایی به هم نوشتند. لمان هم بر روی شاره کدر حالت میانی آزمایش‌هایی کرد و گزارش داد که بلوری شدن را دیده‌است. راینیتزر هم به همین نتایج دست یافت. مبادله نامه با لمان در ۲۴ آوریل با انبوهی از سؤالات بی‌پاسخ به پایان رسید. راینیتزر نتایج خودش را که با نتایج لمان مطابقت داشت، در۳ مه ۱۸۸۸، در یک نشست در انجمن شیمی وین ارائه داد. تا این زمان راینیتزر سه سیمای متفاوت از کریستال‌های مایع کلستریک را کشف کرده بود. (این نام بعدها در سال ۱۹۲۲ توسط جرج فریدل بر روی آن‌ها گذاشته شد.)
لِمان فوراً یک مطالعه سیستماتیک را شروع کرد. در ابتدا با بنزوات کلسترول و سپس با ترکیبات مرتبط که آن‌ها هم پدیده دو ذوبی را به‌طور مشخص نشان می‌دادند. او با میکروسکوپش هم پلاریزاسیون نور را در این ترکیبات دید و هم رفتار این مواد را در دمای بالا مشاهده کرد. فاز میانی کدر که او دیده بود، یک شاره بود و جاری می‌شد ولی سایر فازها، حالت جامد داشتند. در پایان اوت ۱۸۸۹ او مقاله خودش را برای یک نشریه آلمانی ارائه داد. در ابتدای قرن ۲۰، کریستال‌های مایع، بین دانشمندان شناخته شده نبودند. در سال ۱۹۶۹ هانس کلکر موفق شد ماده‌ای را که فاز نماتیک دارد،BBA p-Methoxybenzyliden-p'-n-butylanilin)) در دمای اتاق سنتز کند. قدم بعدی برای تجاری کردن نمایشگرهای کریستال مایع، سنتز کردن یک ماده شیمیایی پایدار دیگر، سیانوبی‌فنیل (cyanobiphenyls) با دمای ذوب پایین توسط جرج‌گری بود. در سال ۱۹۹۱، زمانی که استفاده از نمایشگرهای کریستال مایع در زندگی روزمره نسبتاً رواج یافته بود، پیر ژیل دوژانس جایزه نوبل فیزیک را برای «کشف روش‌های گسترده برای مطالعه پدیده‌های نظم در سیستم‌های ساده‌ای که می‌تواند به شکل‌های پیچیده‌تری از ماده، به‌خصوص کریستالهای مایع و پلیمرها، تعمیم داده شود» از آن خود کرد.
مبادلهٔ نامه با لمان در ۰۴ آوریل به پایان رسید در حالی که بسیاری از سؤال‌ها بی‌جواب مانده بودند. راینیتزر نتایج خود را با لمان و Von zepharovich در یک ملاقاتی در انجمن شیمی وین ارائه کرد.
در ان زمان راینیتزر سه ویژگی مهم از کریستال‌های مایع کلستریک (توسط لمان در ۱۹۲۴ ابداع شد). را مطرح کرد:
1. دارا بودن دو نقطهٔ ذوب
2. بازتاب نور پلاریزه دایره‌ای
3. توانایی تغییردادن قطبش نور

پس از کشف اتفاقی‌اش، راینیتزر مطالعه در مورد کریستال‌های مایع را دنبال نکرد. این تحقیق توسط لمان کسی که پی برد او با یک پدیده جدید مواجه شده‌است، ادامه یافت. او قادر به مشاهدهٔ نور پلاریزه شد و سپس میکروسکوپ خود را با یک (نگه دارنده نمونه مجهز به بخاری) گرم نگه داشت که وی را قادر ساخت تا آزمایش‌های خود را در دماهای بالا انجام دهد. در پایان ماه اوت در سال ۱۱۱۹، او نتایج خود را در Zeitschrift fur physikamische منتشر کرد. کار لمان به‌طور قابل توجهی توسط شیمیدان دانیِل فُولاندِر از آغاز قرن بیستم تا پایان بازنشستگی اش در سال ۱۹۳۵ ادامه یافت. پس از جنگ جهانی دوم کار در آزمایشگاه‌های تحقیقاتی دانشگاه در اروپا در مورد سنتز کریستال‌های مایع دوباره آغاز شد. دانیِل فُولاندِر یک محقق برجسته کریستال‌های مایع شروع به تحقیق در مورد این مواد در اواخر سال ۱۹۴۲ در انگلستان کرد. گروه او مواد جدیدی را که نشان دهنده حالت کریستالی بود سنتز (تولید) کردند و فهم بهتری از این که چگونه می‌توان مولکول‌های جدید را طراحی کرد تا این ویژگی را نمایش دهند ارائه داد.
کتاب او در مورد ساختار مولکولی و خواص کریستال مایع یک کتاب راهنما دربارهٔ این موضوع شد. یکی از شیمیدانان ایلات متحده ابتدا در سال ۱۹۳۵ در دانشگاه Cincinnati و سپس در دانشگاه Kent state شروع به مطالعهٔ کریستال‌های مایع کرد. در سال ۱۹۹۵ او با حضور بیش از ۱۲۲ دانشمند اولین کنفرانس بین‌المللی کریستال مایع در کنت اوهایو برگزار کرد. این کنفرانس آغاز تلاش در سراسر جهان برای انجام تحقیقات در این زمینه که به زودی توسعهٔ برنامه‌های کاربردی علمی برای این مواد بود. مواد کریستال مایع کانون پژوهش در توسعهٔ صفحه‌های نمایش تخت الکترونیکی در آغاز سال ۱۹۹۰ در آزمایشگاه RCA شد.
فیزیک‌دان richard villiams مشاهده کرد هنگامی که یک میدان الکتریکی به یک لایهٔ نازک از یک کریستال مایع نماتیک در ۱۲۵ درجه سانتیگراد اعمال می‌شود، یک الگوی منظم که او به نام دامنه نام‌گذاری کرده بود شکل گرفت و این باعث شد همکارش Jorje heilmeir به انجام تحقیقات بر روی صفحه نمایش تخت مبتنی بر کریستال مایع به جای لوله کاتد خلاء اشعه مورد استفاده در تلویزیون بپردازد. در سال 1999 joel E.goldmcher و joseph A.castellano داروخانه پژروهش در گروه RCA کشف کردند که مخلوطی از ترکیب‌های نماتیک به‌طور انحصاری که تنها در تعداد اتم‌های کربن در زنجیره‌های جانبی ترمینال متفاوت بودند.
تیم پس از آن اقدام به آماده‌سازی مخلوط‌های متعددی از ترکیبات نماتیک که بسیاری از آن‌ها در حال نقطه ذوب بسیار پایین‌تر بود کرد. این تکنیک مخلوط کردن ترکیبات نماتیک برای به‌دست آوردن محدوده گسترده درجه حرارت در نهایت به عامل استاندارد صنعتی تبدیل شد و این روزها بسیار مورد استفاده قرار می‌گیرد.

## انواع

### ۱. نماتیک(nematic)
تصور کنید تعداد زیادی خلال دندان در یک جعبه مستطیل شکل به صورت نامنظم قرار داده شده‌است. وقتی شما جعبه خلال دندان را باز می‌کنید خلال دندان‌ها تقریباً هم جهت هستند اما در یک امتداد نیستند یعنی زاویه بین هر خلال دندان آزادانه حرکت می‌کند (جنش گرمایی مولکول‌ها کمی این نظم را بهم می‌زند) اما جهت حرکت آن‌ها یکسان است.

### ۲. اسمتیک(smectic)
اسمتیک نسبت به نماتیک این تفاوت را دارند که بعضی از آن‌ها دقیقاً موازی با همدیگر هستند. بلورهای اسمتیک به دو نوع A و Cتقسیم می‌شوند. نوع A همه مولکول‌ها در یک جهت تقریباً موازی اند؛ اما نوع C در هر ردیف مولکول‌ها موازی اند و جهت‌گیری ردیف‌ها با هم کمی متفاوت است.

### ۳. کلستریک(cholestric)
بلور مایع کلستریک (نوع پیچیده بلور مایع نماتیک است) کایرال است. در این بلور مایع اگر مولکول‌های چند لایه را در نظر بگیریم. مثل ایناستکه در هر لایه یک نمونه از نماتیک را داریم به ترتیب که در لایه‌ها پیش می‌رویم جهت مولکول‌ها نسبت به لایه قبلی می‌چرخد تا در نهایت در لایه آخر به جهت لایه اول می‌رسد، به فاصلهٔ بین این چند لایه یک گام (pitch) می‌گویند.

## ویژگی‌ها
این مواد در برابر پرتو نور واکنش‌های مختلفی از خود بروز می‌دهند. یک کریستال معمولی بسته به ساختار مولکولیش می‌تواند نور را در جهات مختلف برگرداند یا اینکه ان را به چند تجزیه کند (مانند منشور) کریستال مایع نیز همین کار را روی پرتو نور انجام می‌دهد اما با این تفاوت که پایداری ای در این بین دیده نمی‌شود؛ مثلاً کریستال مایع به واسطهٔ کوچک‌ترین دگرگونی در محیط موجود، یکباره ا شفافیت به تیرگی یا از تیرگی به شفافیت می‌گرایید و حتی رنگ ان نیز تغییر می‌کند. دلیل این حساسیت زیاد را باید در ویژگی دوگانه‌ای مواد جستجو کرد .(این ماده مانند انسان دمدمی مزاج در حالت تردید به سر می‌برد). (جامد یا مایع) ساختارهای مولکولی ناپایدار و متزلزل است و طبیعت که تردید را دوست نمی‌دارد می‌کوشد تا با توجه به شرایط موجود (گوی کریستالی) معینی بازد اما هنوز این ساختمان شکل نگرفته که در اثر یکی از شرایط مانند: دما، همه چیز به هم می‌ریزد و مولکول‌ها دوباره شکل نامرتبی به خود می‌گیرند.
بسیاری از عوامل می‌توانند چنین دگرگونی‌هایی را سبب شوند مانند: نیروی گرانش، تغییرات دما، تغییرات فشار، جریانات الکتریکی؛ با ترکیبی از یک یا چند تا از این متغیرها می‌توان هزاران حالت در کریستال مایع پدیدآورد.
مولکول‌های یک کریستال مایع دارای این ویژگی هستند که بر جهت قرارگیری مولکول‌های اطراف خود تأثیر می‌گذارند، این خاصیت که در ساختمان نمایشگرها از اهمیت ویژه‌ای برخوردار است، جفت شدگی مشارکتی گویند. از طرف دیگر با حضور یک میدان الکتریکی، مولکول‌های دراز پلیمر مایلند تا در راستای میدان قرار گیرند. این برهم کنش با میدان الکتریکی منجر به تغییر خواص نوری ماده و در نتیجه تغییر جهت پلاریزاسیون نور و ایجاد حالت شفاف یا کدر می‌شود. بدین ترتیب می‌توان این ماده را به عنوان یک سوئیچ نوری به کار برد.

## کاربردها
Visual effect.1 :

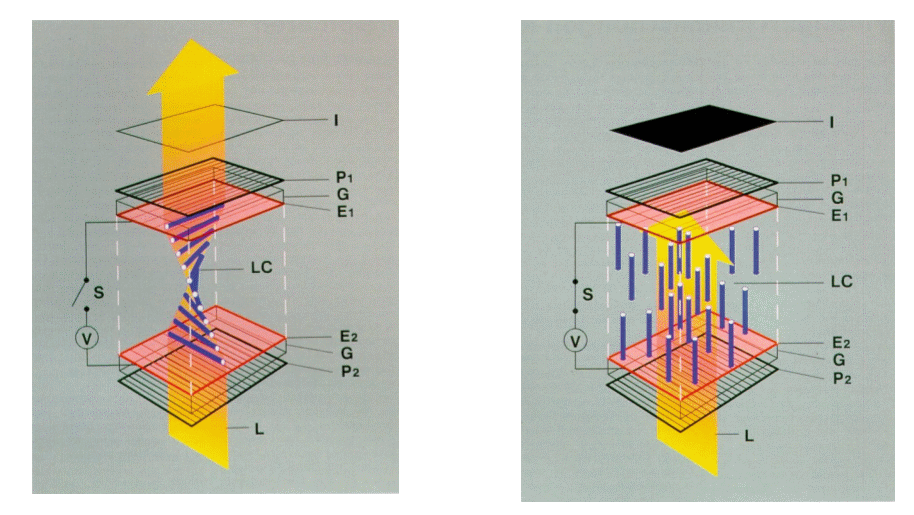
مرتبط

تغییر خاصیت نوری کریستال مایع در جهات مختلف، امکان استفاده از ان را در زیباسازی ممکن می‌سازد مثلاً به‌کارگیری LC در رنگ اتومبیل‌ها که باعث می‌شود هنگام حرکت رنگ اتومبیل متغیر به نظر برسد.
۲. سیستم‌های پردازش داده‌های نوری نظیر بهبود لبه تصویر، عملیات منطقی، کرویشن و فیلترینگ نوری
۳ .لنزهای تطبیقی
۴ . فیلترهای رنگی
۵ . تصویرگری میدان‌های IR گرمایی
۶ . اضافه کردن LC به پلیمرهای معمولی برای دستیابی به ترکیبات مقاوم
۷ .استفاده از فرایندپذیری راحت LC برای شکل‌دهی ان و ایجاد محصولات متنوع
۸ .استفاده از LC در نمایشگرها (TNLCDs,STNLCDs ,)....
۹. استفاده به عنوان دماسنج (تب‌سنج)های نواریِ تماسی

## نمونه‌هایی از کریستال‌های مایع.
- پی-آزوکسی آنیزول
- سدیم استئارات
- آمونیوم اولئات